# Байо Пивлянин
Байо Пивлянин (на сръбски: Бајо Пивљанин) с рождено име Драгойло Николич (ок. 1630 – 7 май 1685) е хайдутин, действал основно в османските територии на Херцеговина и южна Далмация и смятан за един от най-забележителните хайдути на своето време. Герой на сръбския народен епос, в който често е наричан и Соко Байо (Байо Сокола).
Според преданието Байо Пивлянин е роден в село Рудинице в историческата област Пива в Черна гора, в семейството на Никола и Ружа. Той получава от кръстника си, свещеника Иванович, името Драгойло, но дядо му Симо го нарича Байо (от „бая“), за да расте здрав. Прехранва се с търговия на волове докато извършено насилие от турците го принуждава да напусне селото си и да се присъедини към хайдушкото движение. Споменат е през 1654 г. именно като хайдутин по време на Кандийската война, а две години по-късно преминава на служба при венецианците, които използват хайдутите в борбата си за надмощие с османците. Между 1665 и 1668 г. Байо Пивлянин вече е войвода на чета.
След като войната завършва неблагоприятно за венецианците, по настояване на турците и поради опасенията на самите венецианци, че хайдутите могат да станат причина за нови конфликти с османците, които венецианците искат да избегнат на всяка цена, хайдутите стават нежелани на територията на Котор и са изтласкани от убежището им в Которския залив. През следващите години до 1684 г. Байо Пивлянин заедно с други хайдути и семействата им са бежанци в Далмация. След като военният конфликт се подновява, той се връща в Котор и отново е нает да защитава границата.
На 7 май 1685 г. загива близо до Цетине в битка с турците. 